# Alfaia

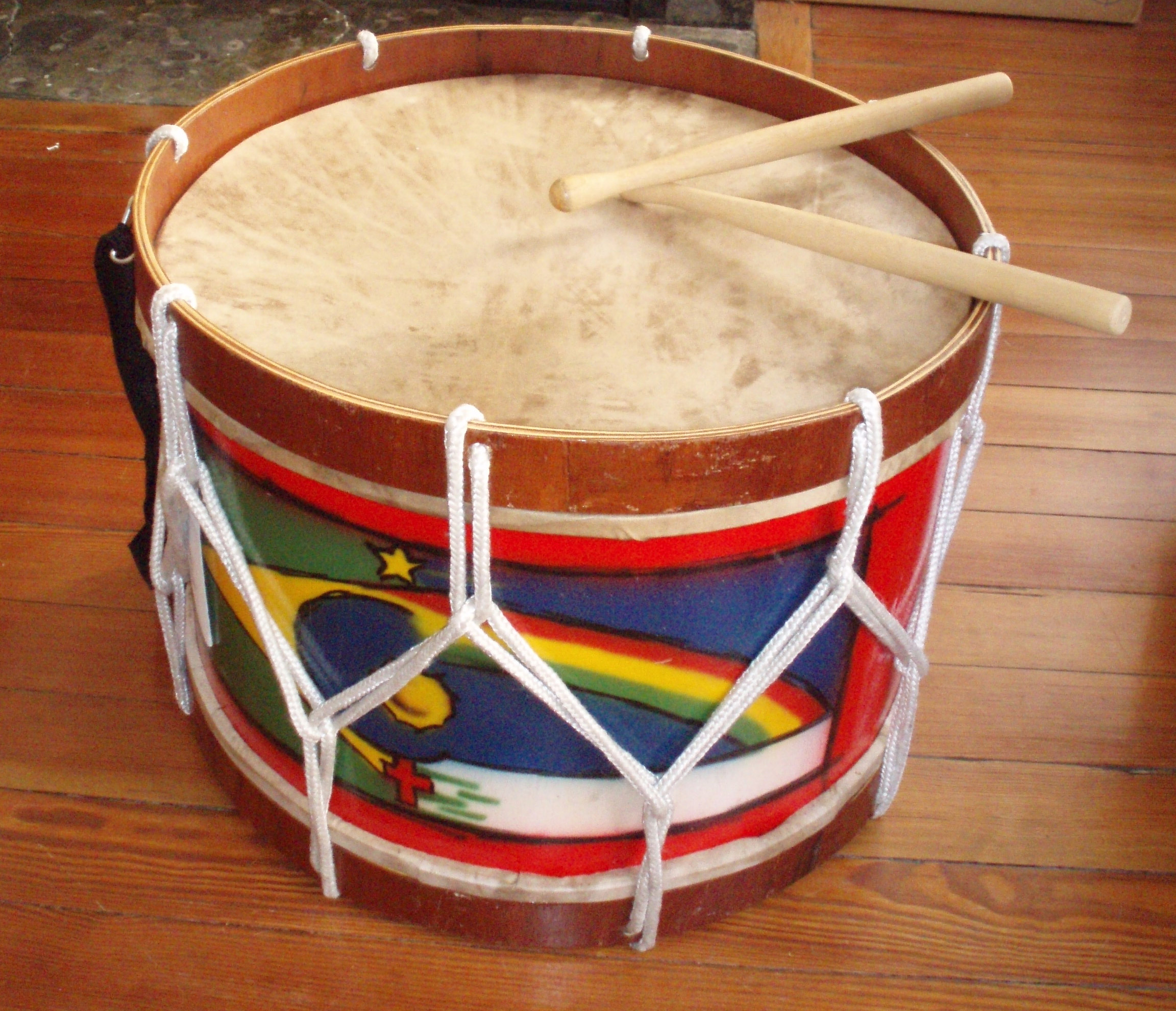
Alfaia décoré aux couleurs du Brésil et du Pernambouc.

L’alfaia est une sorte de grosse caisse à peau animale assez fine, portée à l'épaule par une corde et jouée à l'aide de deux battes en bois. Il est utilisé dans le maracatu, genre musical d'influence africaine du Pernambouc, dans le Nordeste brésilien.

## Facture
Son fût est en bois. Chaque peau (une de frappe, une de résonance) est pincée entre le fût et un cerclage de bois. La tension des deux peaux est obtenue par le serrage d'un cordage reliant les deux cerclages.